# 中国人民银行郑州培训学院
中国人民银行郑州培训学院，是中国人民银行直属事业单位，承担中国人民银行总行“干部培训基地、金融研究中心、信息服务中心、考试服务中心”的职能。

## 沿革
1950年2月，中国人民银行河南省分行创办了中国人民银行河南省分行干部训练班，这是河南省首家金融教育机构，校址设在省会开封市。1951年1月，经中国人民银行中南区行批准，成立中国人民银行河南省分行银行学校。1953年6月，更名中国人民银行河南省分行干部训练班。1954年1月，更名中国人民银行河南省分行干部学校。后曾在新乡专区、开封专区设立分校。1959年，部分职工到郑州市办班，文革期间全体教工迁到郑州市。
1960年7月，经河南省人民政府批准，河南省财政厅、河南省人民银行共同创办河南省财政金融学校。1964年9月，开办中国人民银行河南省分行职业学校。
1974年8月，成立中国人民银行河南省分行中等专业学校，并随省会变化最终迁到郑州市。1979年，更名河南省银行学校。1980年6月，更名河南银行学校。
1984年10月，经河南省人民政府批准，中国人民银行河南省分行干部学校撤销，成立河南金融管理干部学院，河南银行学校改成该学院内设中专部。1986年1月，经中国人民银行总行批准，报国家教委备案，定名河南金融管理干部学院。2001年8月，中国人民银行党委决定调整人民银行干部教育培训管理体制，将河南金融管理干部学院更名中国人民银行郑州培训学院。

## 历任领导
中国人民银行河南省分行干部学校
| 校长 - 刘一哲（1950年） - 李绍禹（1951年，中国人民银行河南省分行行长兼） - 张若云（1951年—1962年） - 张皓天（1951年—1960年，中国人民银行河南省分行行长兼） - 尹成斋（1953年—1968年） - 徐里（1953年） …… | 党委书记 |

河南银行学校
| 校长 …… - 周银彬（？—1985年5月） | 党委书记 |

河南金融管理干部学院
| 院长 …… - 王一丁（？—？） - 丁立臣（？—？） 副院长 - 董文标（1984年—1991年11月） - 周银彬（1985年5月—1987年7月，主持全面工作） …… | 党委书记 - 周银彬（1987年7月—1988年10月，河南金融管理干部学院临时党委书记，副厅局级；1988年10月—1993年12月，河南金融管理干部学院党委书记，副厅局级） …… |

中国人民银行郑州培训学院
| 院长 - 王自力（？—2008年6月） - 王敏（2010年6月—2016年3月） - 毛德君（2016年3月—） 副院长 - 徐卫中（？—2006年） - 林建平（？—？） - 甘勇（2006年12月—？，2008年6月起主持工作） - 刘积余（2008年12月—？） - 李少华（2009年4月—） - 柴青山（？—？） - 孙晨光（？—） - 贾力军（？—） | 党委书记 - 王自力（？—2008年6月） - 王敏（2010年6月—2016年3月） - 毛德君（2016年3月—） 党委副书记 - 甘勇（2006年12月—？） 党委委员 - 徐卫中（？—2006年） - 林建平（？—？） - 贾景峰（？—？，兼纪委书记） - 刘积余（2008年12月—？） - 李少华（2009年4月—） - 柴青山（？—？） - 孙晨光（？—） - 李劲（？—，兼纪委书记） - 贾力军（？—） |